# 阿尔西科利亚尔
阿尔西科利亚尔，是西班牙卡斯蒂利亚-拉曼恰托莱多省的一个市镇。总面积31平方公里，总人口557人（2001年），人口密度18人/平方公里。